# Vinted.cz
Vinted.cz je sociální síť a online obchodní portál, poskytující uživatelům internetu prostor pro výměnu, nákup, prodej a darování oblečení, doplňků a kosmetiky. Stránka je sesterskou platformou litevské platformy Vinted.lt.

## Obchodní model
Portál Vinted.cz je založený na principu collaborative consumption neboli spoluspotřebitelství. Uživatelé zaregistrovaní na Vinted.cz na svých profilech zdarma uveřejňují inzeráty předmětů – předmět si sami vyfotí, popíší a stanoví jeho cenu. Jednotlivé transakce uzavírají uživatelé mezi sebou a jejich konkrétní průběh a podobu si domlouvají prostřednictvím zpráv na svém profilu na Vinted.cz.

## Vznik a vývoj
Vinted.cz založili v Česku v lednu roku 2011 Janet Lavicka a Lukáš Vala pod názvem VotočVohoz.cz po vzoru litevské výměnné burzy Manodrabuziai.lt (v současnosti Vinted.lt) a německého dceřiného portálu Kleiderkreisel.de. Kromě Litvy, kde projekt roku 2008 vznikl, a Německa, kde portál Kleiderkreisel.de běží od roku 2009, existuje tato sociální síť rovněž ve Francii, USA, Polsku a ve Velké Británii. Podle údajů firmy se plánuje expanze do dalších zemí. V roce 2013 vznikla rovněž aplikace pro mobilní telefony.